# Convergência Nacional
O Convergência Nacional (em castelhano: Convergencia Nacional) é um partido político venezuelano fundado em 5 de junho de 1993 enquanto dissidência de um dos partidos majoritários do país à época, o Comitê de Organização Política Eleitoral Independente (COPEI). Expoente na defesa da democracia cristã, situa-se entre a centro-direita e a direita do espectro político.

## Histórico

### Eleição presidencial de 1993
Fundado por ex-militantes do COPEI que apoiavam a candidatura de Rafael Caldera para a presidência da Venezuela na eleição presidencial de 1993, o partido integrou a coalizão eleitoral Chiripero, formada também pelo Partido Comunista da Venezuela (PCV) e mais 10 partidos regionais politicamente inclinados à esquerda. Nesta eleição, a coalizão saiu vencedora ao conseguir eleger Rafael Caldera para a presidência com 1.710.772 votos, o que corresponde a 30,46% dos votos válidos.

### Relações com o chavismo
Inicialmente, o partido demonstrou apoio à tentativa de golpe de Estado em 1992 liderada pelo então tenente-coronel Hugo Chávez contra o então presidente Carlos Andrés Perez, do Ação Democrática, eleito na eleição presidencial de 1988 e deposto por impeachment após acusação de peculato. Inclusive, uma dos atos mais lembrados durante o governo de Rafael Caldera entre 1994 e 1999 foi justamente a concessão de indulto presidencial à Chávez, que após sair da prisão, reformou-se do Exército venezuelano para ingressar na carreira política, elegendo-se presidente na eleição presidencial de 1998.
Entretanto, por discordar do projeto de elaboração de uma nova Constituição, o partido rompe com Chávez logo no início de seu governo em 1999 e passa a integrar a oposição. A partir daí, enfrenta uma forte decadência política que levou à diminuição progressiva de sua bancada parlamentar até retirar-se da Assembleia Nacional após aderir ao boicote promovido pelos partidos de oposição à eleição legislativa de 2005, que conferiu ao chavismo a primeira maioria qualificada desde sua chegada ao poder.

## Atuação política
De 1995 a 2004, o filiado Eduardo Lapi elegeu-se governador do estado de Yaracuy por 2 mandatos consecutivos.
Em 2008 integra-se à coalizão opositora Mesa da Unidade Democrática (MUD), lançando candidaturas em conjunto com os demais partidos-membros, voltando a eleger 1 deputado para a Assembleia Nacional na eleição legislativa de 2010, repetindo o feito na eleição de 2015.
Em 2021, o partido foi autorizado pelo Conselho Nacional Eleitoral a participar das eleições regionais deste mesmo ano, bem como das próximas eleições nacionais para presidente em 2024 e para o parlamento em 2026.